# 達奇米爾斯鎮區 (阿肯色州華盛頓縣)
達奇米爾斯鎮區（英語：Dutch Mills Township）是位於美國阿肯色州華盛頓縣的一個行政鎮區。

## 地方資料
達奇米爾斯鎮區的面積為38.84平方千米，當中陸地面積為38.65平方千米，而水域面積為0.19平方千米。根據2010年美國人口普查的數據，當地共有人口390人，而人口密度為每平方千米10.04人。